# Frontis (fill de Frixos)
Frontis  (en grec antic: Φροντις) va ser, segons la mitologia grega, un heroi fill de Frixos i de Calcíope. Era germà d'Argos, Citissor i Melas. Pausànias li atribueix un altre germà, Presbó.
Frontis i els seus germans es van criar a la Còlquida, però després de la mort del seu pare, els germans van voler venjar de les vexacions que el seu pare havia rebut a mans del rei Atamant, rei d'Orcomen. Van naufragar i van arribar a una illa de la Mar Negra i d'allà els van rescatar Jàson i els argonautes. Quan Jàson va saber que Frontis i els seus germans eren néts del rei Eetes, Jàson els va convèncer perquè tornessin amb ell a la Còlquida i l'ajudessin a obtenir el Velló d'or. Jàson va preguntar a Frontis i als seus germans la geografia del territori i com era de segur transitar-hi. Quan van recuperar el velló, Frontis i els seus germans van tornar amb la tripulació de l'Argo a Grècia.